# Вольферсдорф (Эльзас)
Вольферсдорф (фр. Wolfersdorf) — коммуна на северо-востоке Франции в регионе Гранд-Эст (бывший Эльзас — Шампань — Арденны — Лотарингия), департамент Верхний Рейн, округ Альткирш, кантон Мазво. До марта 2015 года коммуна административно входила в состав упразднённого кантона Данмари (округ Альткирш).
Площадь коммуны — 3,66 км², население — 380 человек (2006) с тенденцией к стабилизации: 351 человек (2012), плотность населения — 95,9 чел/км².

## Население
Численность населения коммуны в 2011 году составляла 363 человека, а в 2012 году — 351 человек.
| 1962 | 1968 | 1975 | 1982 | 1990 | 1999 | 2006 | 2008 | 2011 | 2012 |
| ---- | ---- | ---- | ---- | ---- | ---- | ---- | ---- | ---- | ---- |
| 272  | 284  | 245  | 309  | 314  | 351  | 380  | 393  | 363  | 351  |

Динамика населения:

## Экономика
В 2010 году из 248 человек трудоспособного возраста (от 15 до 64 лет) 200 были экономически активными, 48 — неактивными (показатель активности 80,6 %, в 1999 году — 70,8 %). Из 200 активных трудоспособных жителей работали 180 человек (98 мужчин и 82 женщины), 20 числились безработными (9 мужчин и 11 женщин). Среди 48 трудоспособных неактивных граждан 13 были учениками либо студентами, 24 — пенсионерами, а ещё 11 — были неактивны в силу других причин.
На протяжении 2011 года в коммуне числилось 144 облагаемых налогом домохозяйства, в которых проживало 356 человек. При этом медиана доходов составила 21090 евро на одного налогоплательщика.

## Достопримечательности (фотогалерея)
- Мост-канал
- Шлюз
- Порт